# Марк Алданов
Марк Александрович Алданов (Марк Александрович Алданов) право презиме Ландау, Кијев, 1886 – Ница, 1957), руски писац, по образовању хемичар.

## Биографија
Рођен је у породици богатог јеврејског индустријалца, дипломирао је физичку хемију и право на Универзитету у Кијеву. У књижевности је дебитовао студијом Толстој и Ролан 1915. Ову студију и кратку новелу Армагедон убрзо по изласку из штампе 1918. забраниле су совјетске власти. Ова два дела уједно су и једини Алдановљеви текстови објављени у Совјетском Савезу све до 80-их година двадесетог века. Као секретар антибољшевичког Устаничког савеза Русије и члан умерено десне партије Народних социјалиста (тзв. питомих есера) обишао је 1918. године неколико европских престоница с намером да добије помоћ и подршку за борбу против нове совјетске власти. У марту 1919. емигрирао је у Француску и настанио се у Паризу, где је осим романа писао и научне радове из хемије. Од 1921. Алданов је стални сарадник емигрантског руског часописа Савремени записи, где су први пут објављени сви његови главни историјски романи до почетка Другог светског рата. Други светски рат 1941–1946. опет проводи у емиграцији у САД, а после рата враћа се у Француску, где је умро.
Тек од 1987. Алдановљева дела почињу да се објављују у Русији и доживљавају велики успех, а његови романи превођени су на преко двадесет језика. Од 2007. године руски часопис из Њујорка Нови журнал, чији је Алданов био оснивач, додељује годишњу књижевну награду „Марк Алданов“ за најбољу приповетку руским писцима који живе изван Русије.

## Књижевни рад
Стожер његових романа и повести чине два циклуса: Мислилац, тетралогија о Француској револуцији (Девети термидор, Ђавољи мост, Завера и Света Јелена) и трилогија о Октобарској револуцији Кључ, Бекство и Пећина. Осим ових романа написао је низ дела на основу грађе из руске и европске историје, од владавине царице Катарине Велике (повест Пунч вотка) до устанка у совјетској зони окупираног Берлина (Бунило). Међу њима, роман Источнице враћа читаоца на опсесивну Алдановљеву тему у већини његових дела: предисторију и узроке Октобарске револуције у Русији. Прича о смрти је Алдановљев биографски роман о последњим годинама Балзаковог живота и фебруарској револуцији 1848, а Почетак краја роман о хаотичним годинама непосредно уочи Другог светског рата, док је радња романа Живи како хоћеш смештена у период после Другог светског рата.
Алдановљев филозофско-историјски трактат Улмска ноћ. Филозофија случаја (1953) пишчев је тестаментарни коментар посвећен улози случаја у историји и оповргавању идеје прогреса, нека врста његове експлицитне поетике.

### РоманСамоубиство
Алдановљево ремек-дело Самоубиство, роман објављен после пишчеве смрти, узбудљива је дводеценијска панорама руског живота у време настајања и развоја револуционарног покрета у Европи и Русији, од настанка Лењинове бољшевичке струје 1903. до Лењинове смрти 1924. године. Расветљавајући судбине појединаца, класа, народа па и читаве епохе, роман расплиће нити које доводе до избијања Првог светског рата и одговорности великих сила које су због пуког престижа гурнуле свет у глобалну катаклизму. У роману се преплићу збивања у Русији и европским престоницама, свуда где се окупљају анархосоцијалисти свих боја и народности у којима верно и живо своје историјске улоге играју Лењин, Стаљин, немачки цар Вилхелм II, Фрања Јосиф, Мусолини, Ајнштајн и многи други историјски и фиктивни ликови с почетка XX века. Мајстор психолошког портретисања, ерудита и познавалац епохе о којој пише, неуморни истраживач историјске грађе коју успешно и ненаметљиво уткива у романескно ткиво, Алданов за јунаке свог романа узима брачни пар Ласточкин, идеалисте и представнике младог индустријског капитала у Русији, заступнике идеје праведног и уставног друштва, и укидања царског самодржавља. Они идеализују потенцијале и перспективе Русије на прагу XX века, помажу и подржавају све снажнији револуционарни покрет у земљи и иностранству, прецењујући његове циљеве, па ће после слома царизма и доласка бољшевика на власт поделити судбину и старе Европе и царске Русије. У роману се, паралелно са збивањима у Русији и европским престоницама, са ретком објективношћу и познавањем прилика описује Мајски преврат 1903. и убиство краља Александра и краљице Драге, и даје прецизна карактеристика балканског питања и тачна историјска оцена узрока избијања глобалног сукоба, уз живо и веродостојно описивање тадашње политичке климе у Европи која је неразумном политиком својих другоразредних политичара довела не само до Првог светског рата, него и до распада вредности које је до тада неговала.

## Дела
- Мислилац – тетралогија о Француској револуцији и Наполеоновој епохи:

- Девети термидор (1921)

- Ђавољи мост (1924)

- Завера (1938)

- Света Јелена, мало острво (1921)

- Кључ, Бекство, Пећина – трилогија о догађајима уочи, за време и непосредно после Октобарске револуције:

- Кључ (1929)

- Бекство (1930)

- Пећина (1932)

- Романи и повести:

- Живи како хоћеш (1930)
- Десета симфонија (1931)
- Пунч вотка (1938)
- Гроб ратника: прича о мудрости (1938)
- Почетак краја (1943)
- Источници (1950)
- Повест о смрти (1952)
- Бунило (1955)
- Самоубиство (1956)

## Преводи на српски и хрватски
- Девети термидор (Београд, „Народна просвета“, 19291, и „Просвета“, 20062.  978-86-07-01682-2., прев. Косара Цветковић),
- Св. Хелена, малени оток: хисторијски роман из почетка XIX вијека (Загреб, „Заклада тискаре Народних новина“, 1924, прев. Јован Максимовић),
- Ђавољи мост: хисторијски роман из конца XVIII вијека (Загреб, „Заклада тискаре Народних новина“, 1927, прев. Јован Максимовић),
- Самоубиство (Београд, „Лагуна“. 2015.  978-86-521-2001-7., прев. Дејан Михаиловић).

## Рекли су о Алданову
- “Имао сам част да у више наврата предложим кандидатуру знаменитог руског писца Марка Алданова за Нобелову награду.” Иван Буњин
- „Алданов пише блиставим стилом, а његова ерудиција је просто чудовишна, он је Толстој XX века.“ Иван Солоневич
- „Наслов романа Самоубиство допушта различита тумачења. Самоубиством завршавају Ласточкини, чије се благостање и срећа руше са ишчезавањем старога света, претходне епохе. Самоубиством завршава и Сава Морозов, легендарни московски богаташ који је помагао руски револуционарни покрет, свега сит и ничим задовољан. Самоубиством, коначно, завршава 1914. године и стара Европа, која је још дуго могла да опстаје каква је дотад била, с вером у напредак, владавину разума и процват света. Историјски портрети уткани у роман не служе једноставном оживљавању радње: сви они својим држањем нагињу ка оправдавању катастрофе, ка ономе чему су, вољом Његовог Величанства Случаја, у европским државама тежили људи, копајући сами себи гробницу.“ Георгиј Адамович
- „У роману Самоубиство Алданов, скептичан и строг аналитичар историјских збивања, уводи нову тему: оправдање живота у узвишеној љубави, која везује људе на дугогодишње заједништво, љубави јачој чак и од смрти.“ Андреј Чернишов

## Осврти
- Анђелка Цвијић: „Речи професора Канта“, Политика, 3. март 2007.
- „О Деветом термидору“, Knjizara.com. Приступљено 17. фебруара 2016..